# 奈良高等専修学校
奈良高等専修学校（ならこうとうせんしゅうがっこう）は、奈良県奈良市にかつて存在した専修学校。学校法人奈良家庭学園が運営していた。旧名は奈良家庭学園高等専修学校。

## 概要
設立者は島田アサヲであり、1939年（昭和14年）に奈良育英高等女学校の教職を定年で辞した後、余生を教育の道にささげようと念願して創立された。
2学期制で前期（4月 - 9月）、後期（10月 - 3月）に分かれている。

## 通学圏
- 奈良県
- 京都府
- 大阪府
- 三重県

## 学科
- 情報処理科（1985年 - ）

連携校である科学技術学園高等学校にも技能連携生として入学する事により、奈良高等専修学校卒業と同時に高等学校卒業資格を得る事ができる。
過去に存在した学科
- 補習科＜1年＞（1960年 - 1966年）
- 専攻科＜2年＞（1966年 - 1987年）
- 被服科（1960年 - 1994年)
- ファッション科（1994年 - 200?年）

## 連携校
- 科学技術学園高等学校

## 学園章
八咫の鏡をかたどった中に桜を配し、その中央に学園のしるし「学」の文字を置いている。

## 生徒番号
| 生徒番号 | 生徒番号 | 生徒番号   | 生徒番号   |
| -------- | -------- | ---------- | ---------- |
| 年       | 組       | クラス番号 | クラス番号 |
| X        | X        | X          | X          |

## 沿革
これ以前については、学校法人奈良家庭学園の該当項目を参照。
- 1985年 - 奈良家庭学園高等専修学校を奈良高等専修学校に校名変更し、情報処理科を新設する（併せて女子校から男女共学に変更）
- 1987年 - 校舎増改築第2期工事完成

従来の服飾専門課程は服飾産業専門課程に変更される
- 1991年 - 情報産業専門学校西館完成
- 1994年 - 奈良高等専修学校の被服科をファッション科に変更する
- 2004年 - ファッション科を廃止
- 2007年 - 学校長を島田和恵に、理事長を島田喜文に変更
- 2014年4月 - 奈良高等学園と統合[1]
- 2015年3月 - 奈良高等学園、新年度の生徒募集を停止し閉校[2]
- 2015年 - 新館解体
- 2019年 - 旧館の増築部分を残して解体
  - 解体後は土地を売り旧館部分は前払い式 時間貸駐車場「イエローパーキング」、新館部分は2件の家と4階建ての賃貸マンション「Belle Aube Ⅲ」が建っている。
  - 休館の増築部分は「奈良こども館」として運営されている

## 年間行事

### 主な行事
- 入学式（4月）
- 春の親睦会（4月-1年）
- スポーツ・レクリエーション（全学年）
- 春の校外学習（5月-全学年）
- 球技大会（6月-全学年）
- 職業適性検査（6月-3年）
- 応急看護（全学年）
- 家庭科調理実習（全学年）
- スポーツテスト（9月-全学年）
- 学園祭 体育の部（10月-全学年）
- 学園祭 文化の部（11月-全学年）
  - 「古都祭」として行われる[3]
- 卒業式（3月）

### テスト（全学年）
- 6月：前期中間テスト
- 9月：前期期末テスト
- 12月：後期中間テスト
- 1月：学年末テスト（3年）
- 2月：学年末テスト（1年､2年）

### 修学旅行（3年）
| 年     | 場所                     |
| ------ | ------------------------ |
| 2006年 | 韓国                     |
| 2007年 | ハワイ/オアフ島          |
| 2008年 | シンガポール・マレーシア |
| 2009年 | 北海道                   |
| 2010年 | 韓国                     |
| 2011年 | 韓国                     |

## 取得出来る資格
在学中の取得をサポートする資格・検定
- 情報処理技術者試験 - ITパスポート試験
- 全商情報処理検定 （財団法人全国商業高等学校協会）
- 情報処理技術者能力認定試験 （サーティファイ 情報処理能力認定委員会）
- 日商PC検定 文章作成・データ活用 （日本商工会議所）
- 日商簿記検定 （日本商工会議所）
- 日本漢字能力検定 （日本漢字能力検定協会）

卒業後に取得できる資格
- 高等学校卒業資格
- 専修学校高等課程卒業資格

## 部活動
- パソコン部
- 野球部
- 放送部
- 日本拳法部
- 将棋部

### その他
- 歴代の学園長・理事長については、学校法人奈良家庭学園の該当項目を参照。
- 2021年4月現在、奈良高等専修学校および奈良高等学園とも廃校手続きがとられておらず、休校状態である[5]

## 所在地・アクセス
- 〒630－8121　奈良市三条宮前町4－29
  - 近鉄奈良線 新大宮駅より　徒歩約8分
  - JR奈良線 奈良駅より徒歩約5分